# Квеллинус, Томас
Томас Квеллинус (нидерл. Thomas Quellinus ; март 1661, Антверпен — сентябрь 1709, Антверпен) — фламандский скульптор, работавший в Дании, в Копенгагене. Представитель большой семьи фламандских художников, одним из основателей которой был Артус Квеллинус Старший, или Первый. Сын и ученик Артуса Квеллина Второго. Получил известность как мастер художественных надгробий и декоративных скульптур.

## Жизнь и творчество
Томас Квеллинус родился в городе Антверпен. Точная дата рождения неясна, известна лишь дата крещения — 17 марта 1661 года. Художественные навыки получил у отца. Отправился в путешествие в Лондон, где работал вместе с братом Артусом Квеллинусом Третьим (1653—1686). В середине 1689 года он приехал в Копенгаген, чтобы наблюдать за выполнением надгробия, созданного его отцом для фельдмаршала Ганса фон Шака в Кирхе Пресвятой Троицы (Trinitatis Kirke).
Уже тогда, несмотря на молодость, он считался талантливым скульптором. В Дании он пробыл семнадцать лет, выполняя заказы датской аристократии, королевского двора и обладателей других земель, в частности в Шлезвиг-Гольштейне. Томас Квеллинус создал новую форму художественного надгробия эпохи барокко, которая оказала значительное влияние на местных мастеров. Таким образом, Квеллинус быстро сделал себе имя в Северной Европе. Только из его мастерской было выпущено двадцать пять монументальных надгробий. В 1707 году он вернулся в Антверпен. К сожалению, многие работы скульптора этого периода пострадали во время пожара в Копенгагене в 1728 году.
Чтобы получить дополнительные источники дохода, Квеллинус получил у короля Дании разрешение на торговлю знаменитыми фламандскими кружевами, которые чрезвычайно ценили в Европе. Его дело в Дании после его смерти продолжила жена скульптора.
Вместе с местными живописцами и скульпторами Томас Квеллинус был инициатором основания Королевской Академии искусств в Копенгагене. В 1797 году вернулся в Антверпен, где и умер в сентябре 1709 года.

### Нимфа Летнего сада

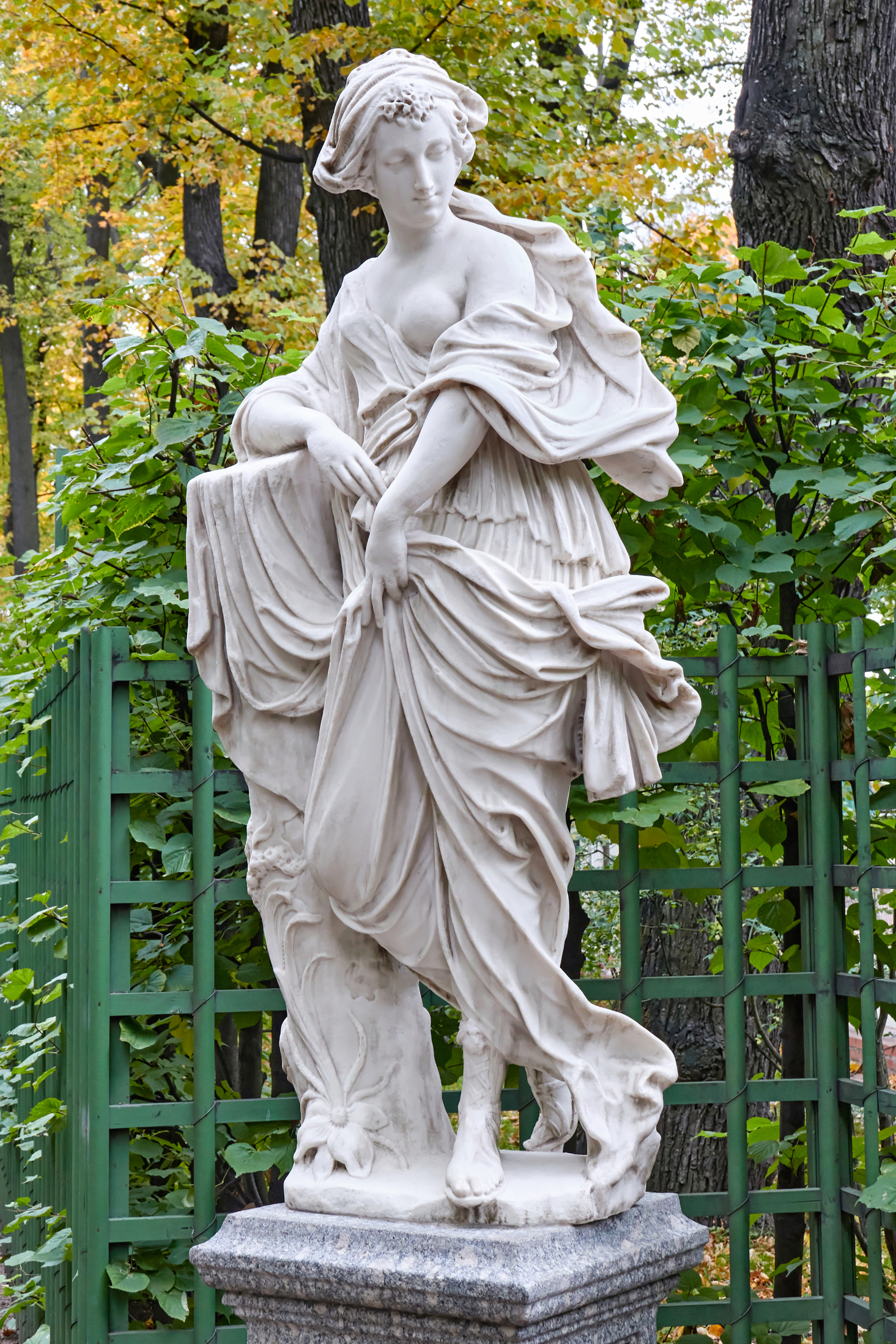
«Нимфа Летнего сада». 1699. Копия. Летний сад, Санкт-Петербург

Томас Квеллинус, имея большую мастерскую, значительную часть произведений выполнял с помощью учеников. Поэтому определённая доля его скульптур имеет стереотипные решения, как это выясняется путём сравнения аллегорических статуй Надгробия Марселиса из Собора города Орхус в Дании и скульптур в Летнем саду Санкт-Петербурга. Две статуи Летнего сада: «Нимфа» и «Минерва» оказываются репликами датских скульптур.
От русского царя Петра I через тесные политические отношения с королём Дании скульптор получил заказ на создание статуй для строящейся новой российской столицы. Именно из Копенгагена на службу в Санкт-Петербург был приглашён архитектор Доменико Трезини, автор здания Двенадцати коллегий, первых сооружений Александро-Невской лавры, сооружений в Петропавловской крепости и в Летнем саду.
В коллекции скульптур в Летнем саду Квеллинусу приписываются три мраморные статуи, созданные в 1690-х годах: «Минерва», «Церера» и знаменитая «Нимфа Летнего сада». Исследователь русско-итальянских культурных связей С. О. Андросов называет эти статуи и имя автора, однако вместо «Нимфы» употребляет наименование «Флора» и замечает, что, вероятно, в Летнем саду были и другие статуи Квеллинуса, не сохранившиеся до наших дней.
Безусловно, самая замечательная из них — скульптура, вначале получившая название «Нимфа», а несколько позднее: «Нимфа Летнего сада». Она отличается выразительным пластическим движением, какой-то особенной нежностью образа и «характерной динамикой мелких складок драпировок».
Жанетта Андреевна Мацулевич, писавшая о скульптуре Летнего сада в 1930-х годах, ещё называет это произведение «безымянным», поскольку тогда не было известно ни имя скульптора, ни персонажа, однако с удивлением отмечала, что такой тонкий знаток искусства, как В. Я. Курбатов, даже учитывая общий невысокий художественный уровень скульптур в Летнем саду, «обижает нашу статую, заявляя что она „глуповата даже для нимфы“».
Оригиналы скульптур Летнего сада в период с 2009 по 2011 годов были отреставрированы и перемещены в Михайловский замок в Санкт-Петербурге на постоянное музейное хранение. В Летнем саду выставлены их точные копии, выполненные из искусственного мрамора.

## Галерея

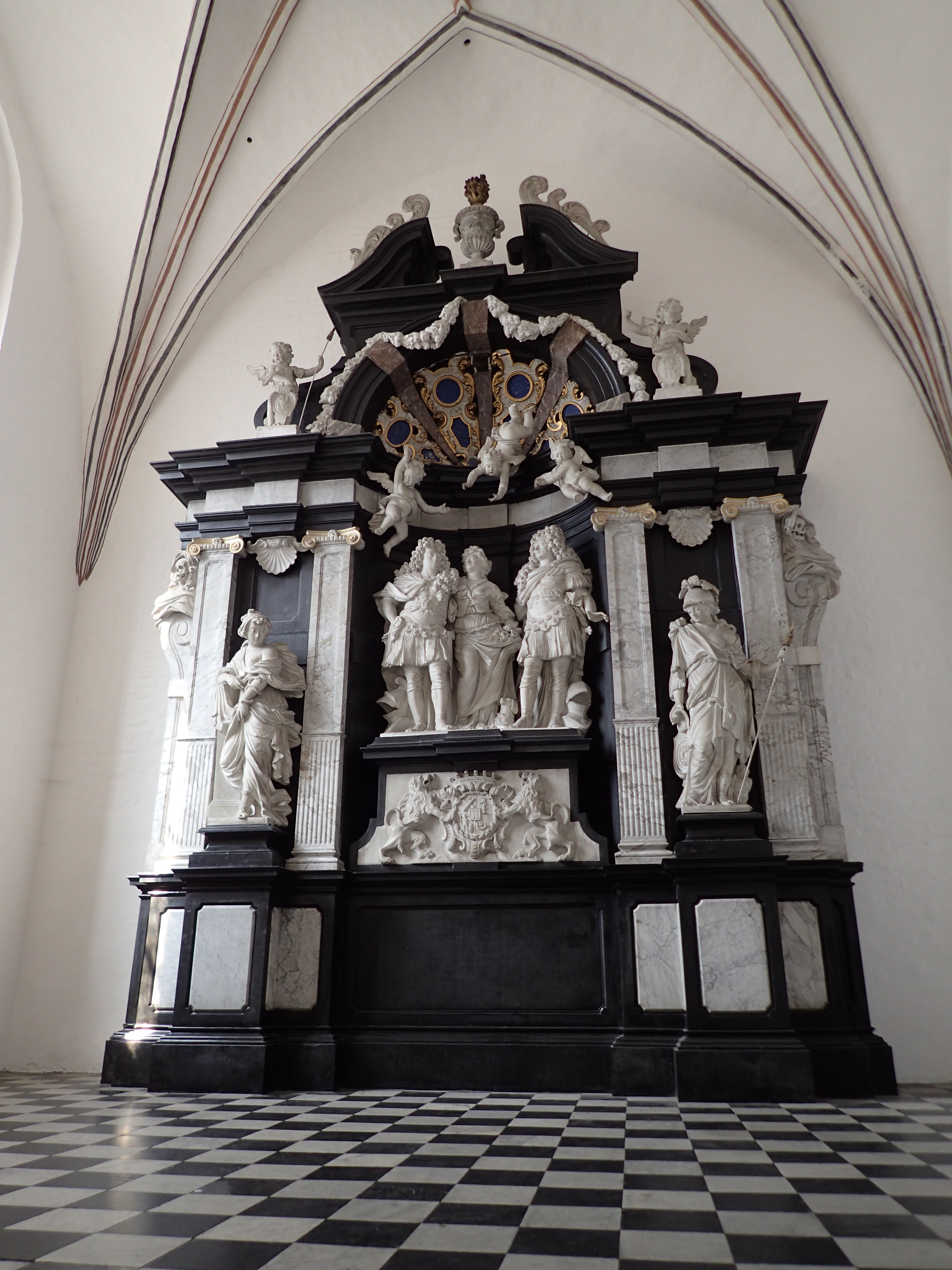
Надгробие Константина Марселиса. 1647–1699. Городской собор, Орхус
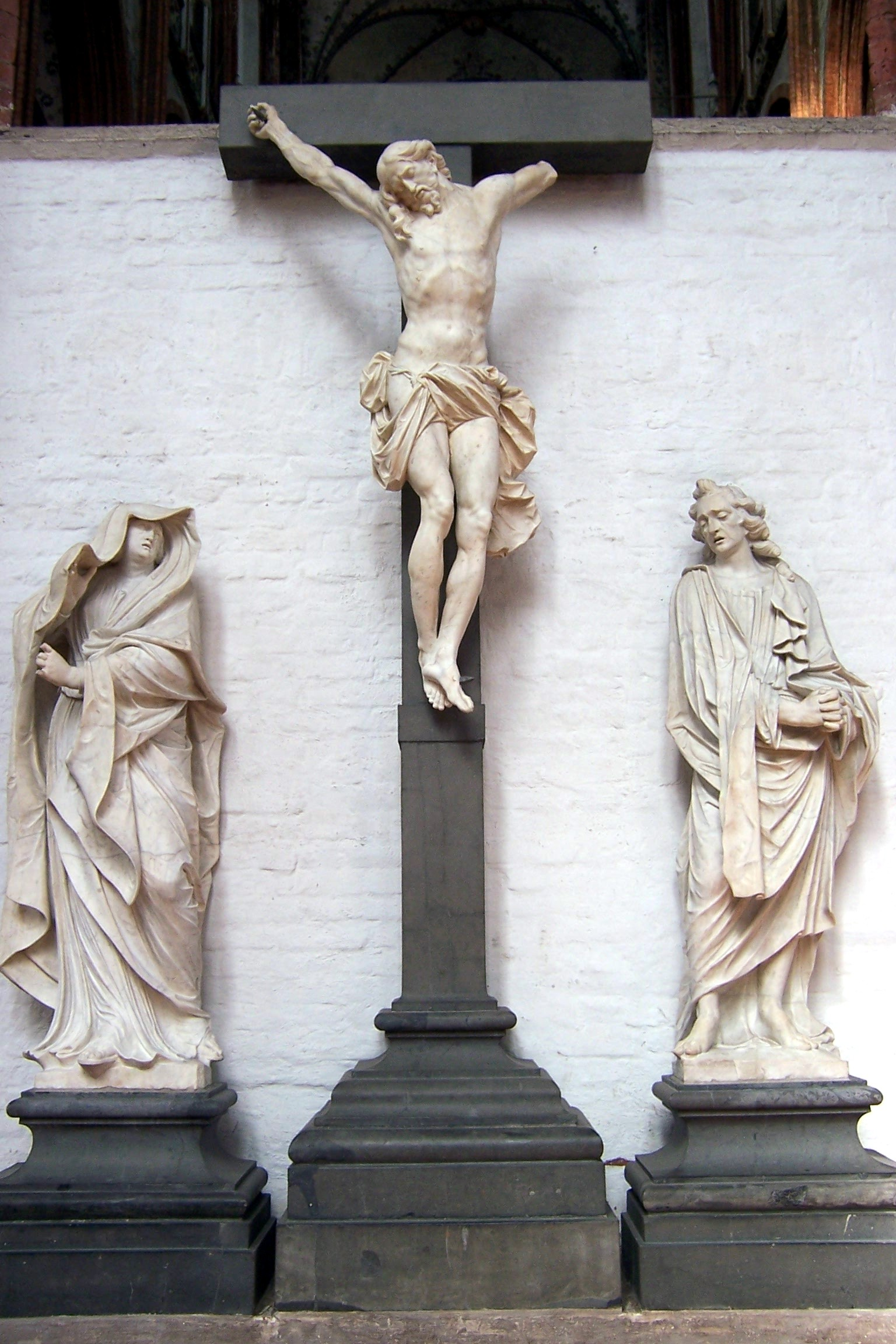
Распятие. Фреденхагеналтарь. 1697. Частичная реконструкция (алтарь разрушен в 1942 году). Мариенкирхе, Любек
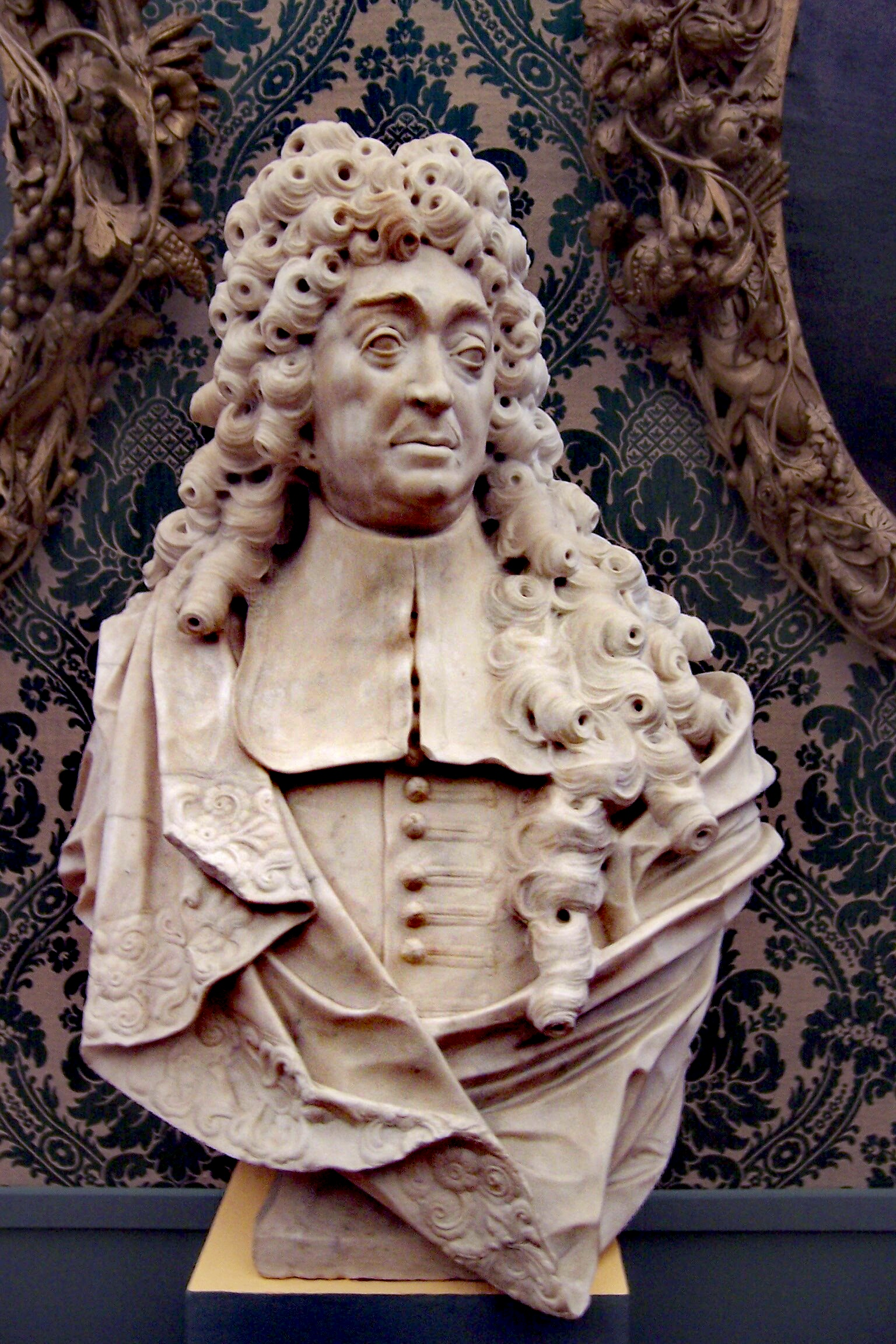
Бюст Томаса Фреденхагена. 1697. Мрамор. Музей Святой Анны, Любек
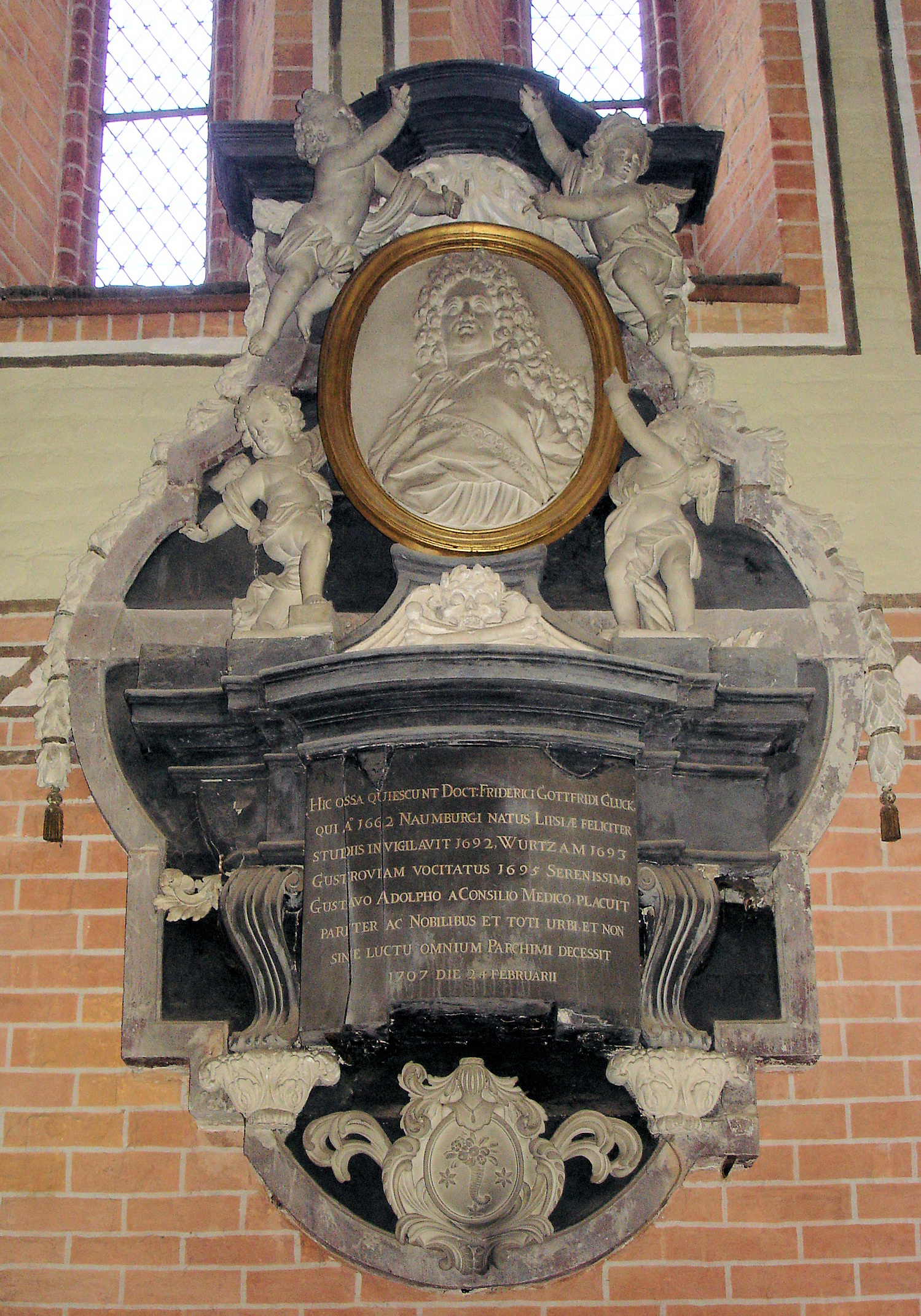
Монумент Ф. Г. Глюку. 1707. Собор в Гюстрове, Мекленбург-Передняя Померания
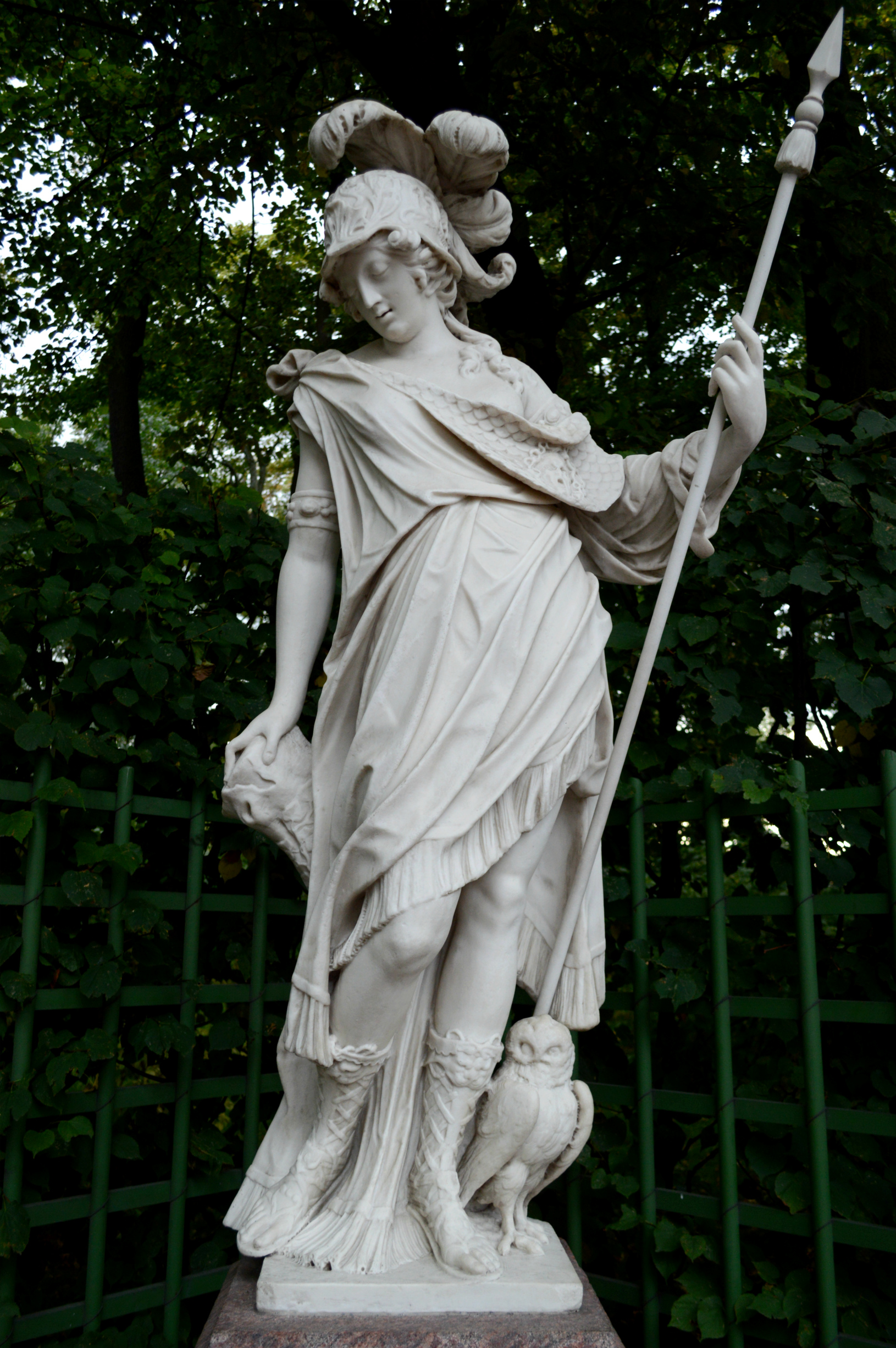
Минерва. 1699. Копия. Летний сад, Санкт-Петербург
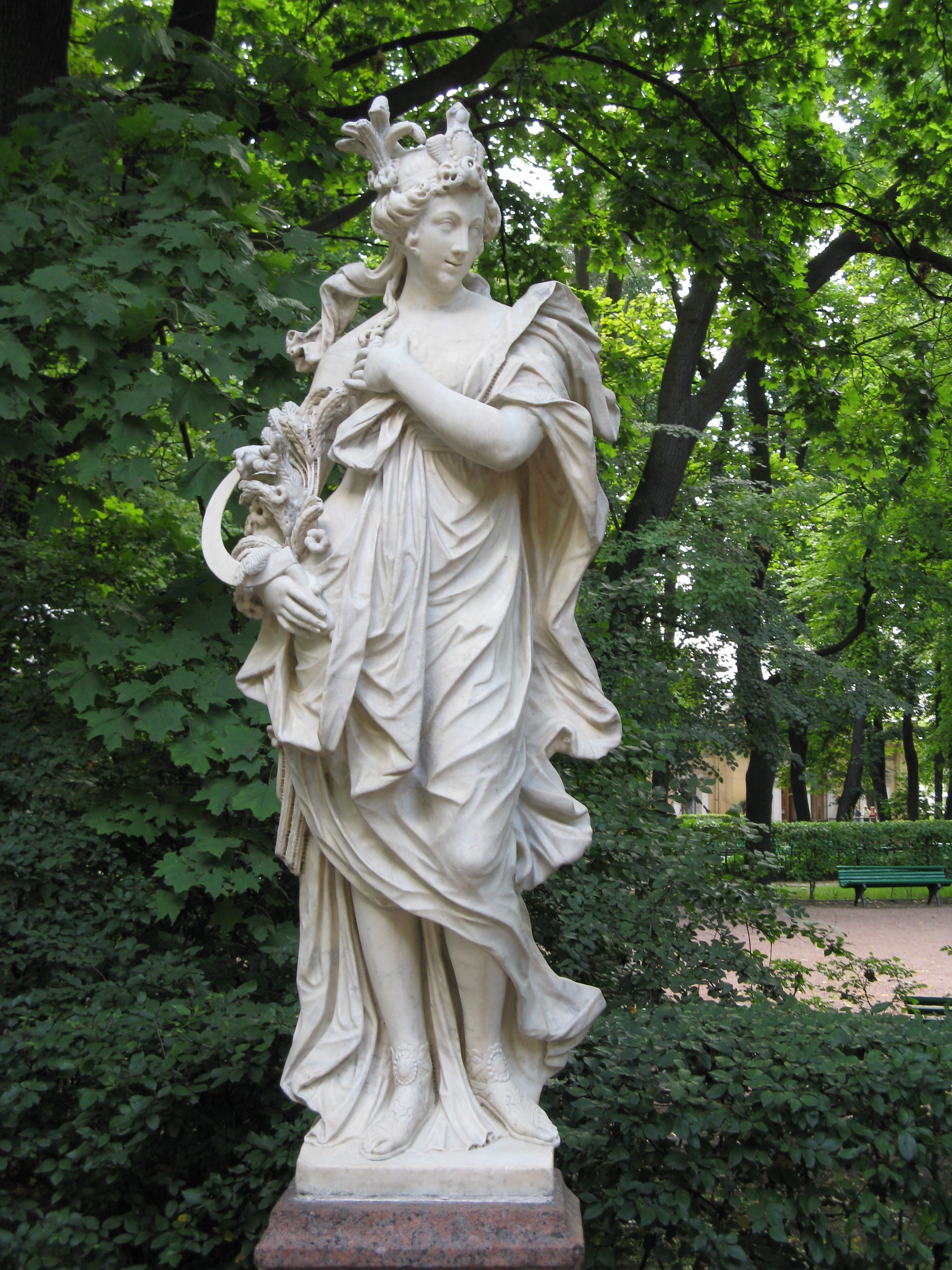
Церера. 1699. Копия. Летний сад, Санкт-Петербург